# Větrný mlýn v Koukolné
Větrný mlýn v Koukolné v Dětmarovicích (okres Karviná) je mlýnek s turbínou, který stojí v místní části Koukolná u čp. 1071.

## Historie
Kovový větrný mlýnek stál původně na louce u čp. 694. Z tohoto mlýnku se zachoval pouze příhradový stožár se zbytkem turbíny. Stožár byl odvezen, adaptován a umístěn k nově vytvořenému tělu mlýnku postavenému u čp. 1071.

## Popis
Jedná se o klasický malý větrný mlýnek, který byl v regionu severní Moravy rozšířen. Pokud to povětrnostní podmínky umožňovaly, stával běžně v selských staveních. Skládal se z dřevěné boudy, která měla uvnitř mlecí sestavu, a větrného lopatkového kola.

## Další informace
Větrný mlýnek Dětmarovice je druhým podobným mlýnkem blízkých Dětmarovic.